# Mert Akyüz
Hayrullah Mert Akyüz (* 2. Oktober 1993 in Gülağaç) ist ein türkischer Fußballtorhüter.

## Karriere

### Verein
Akyüz begann mit dem Vereinsfußball in der Jugend von Adanaspor und wurde hier im Sommer 2011 mit einem Profivertrag ausgestattet, spielte aber weiterhin für die Reservemannschaft des Vereins. Nachdem er die Rückrunde der Saison 2011/12 beim Viertligisten İskenderunspor 1967 verbracht hatte, wurde er für die Saison 2013/14 an Payas Belediyespor 1975 ausgeliehen.
Mit der Saison 2014/15 schaffte er es auch in der Profimannschaft Adanaspor den Durchbruch kam zu einigen Zweitligaeinsätzen.

### Nationalmannschaft
Akyüz begann seine Nationalmannschaftskarriere mit einer Nominierung für die türkische U-20-Nationalmannschaft. Anschließend wurde er drei weitere Male für die türkische U-20 nominiert und kam dabei nur zu einem Einsatz. 2013 nahm er mit der Olympia-Auswahl der Türkei an der Islamic Solidarity Games teil und holte mit seinem Team die Silbermedaille.
Nachdem er bei Adanaspor über längere Zeit zu überzeugen wusste, wurde Akyüz im Mai 2015 im Rahmen eines Qualifikationsspiels der EM 2016 und eines wenige Tage zuvor stattfindenden Testspiels vom Nationaltrainer Fatih Terim zum ersten Mal in seiner Karriere in das Aufgebot der türkischen Nationalmannschaft nominiert.

## Erfolge
Mit der türkischen Olympia-Nationalmannschaft
- Silbermedaille bei den Islamic Solidarity Games: 2013